# Landoma (peuple)
Pour les articles homonymes, voir Landoma.

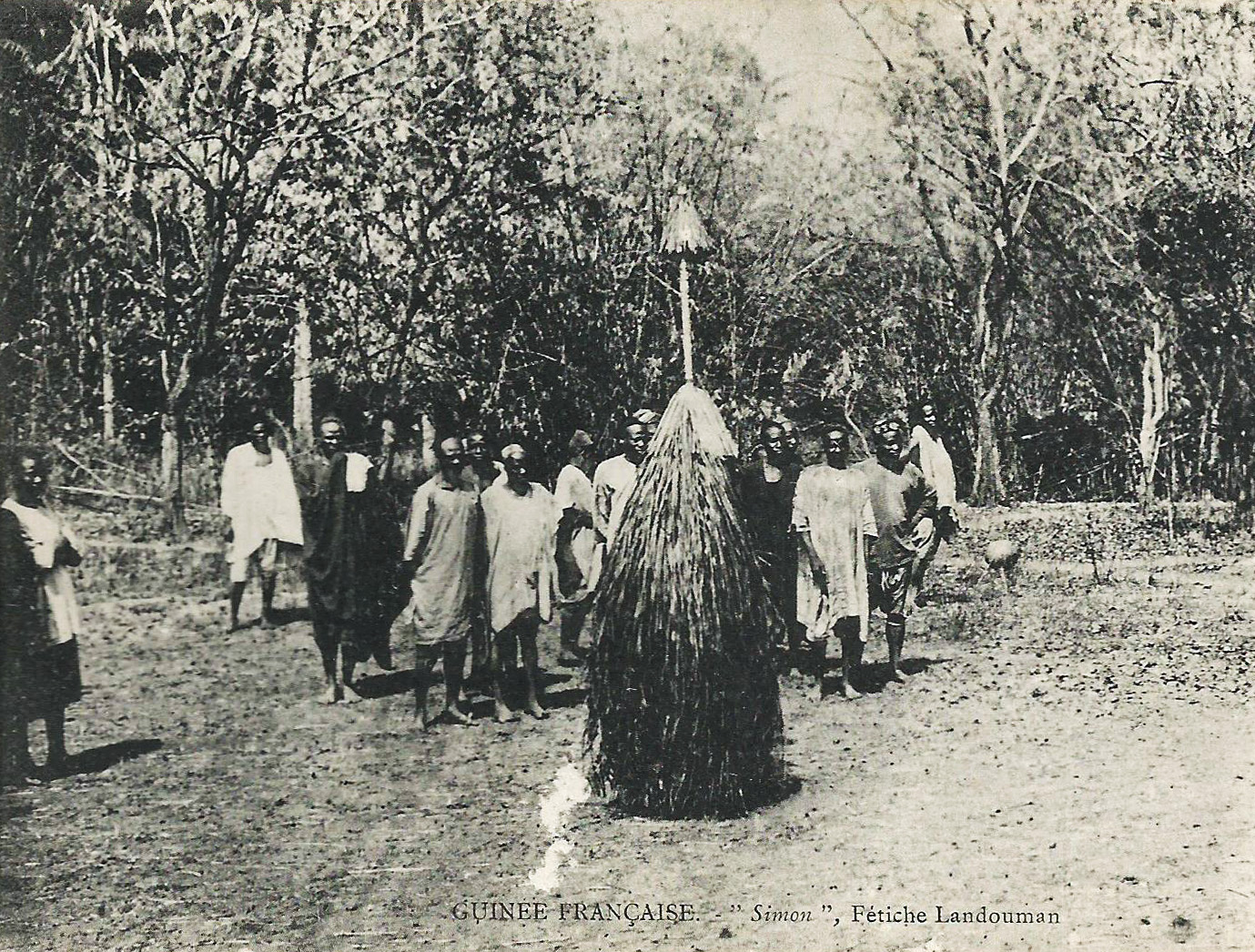
« Simon », fétiche landoma (Guinée, vers 1905).

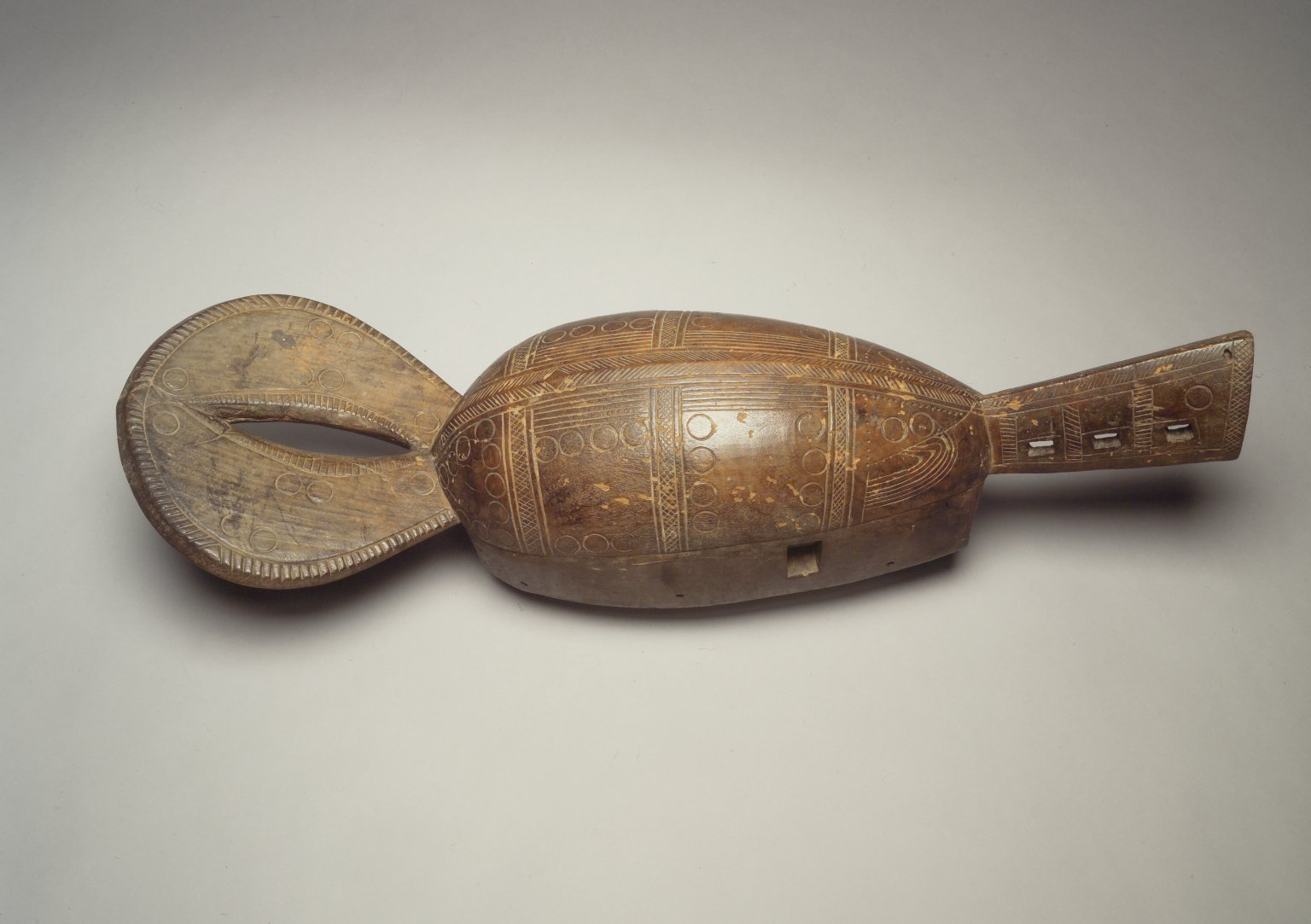
Masque-cimier Tonkongba, landoma ou nalu.

Les Landoma (ou Landuma ou Landuman) sont une population d'Afrique de l'Ouest, vivant en Guinée et en Guinée-Bissau. Ils sont proches des Baga et des Nalu.

## Langue
Leur langue est le landoma, une langue atlantique de la famille des langues nigéro-congolaises.